# Харьковский национальный университет искусств имени И. П. Котляревского
Харьковский национальный университет искусств имени И. П. Котляревского (укр. Харківський національний університет мистецтв ім. І. П. Котляревського) — один из ведущих художественных вузов Украины, научно-методический центр музыкального и театрального образования Слобожанщины.

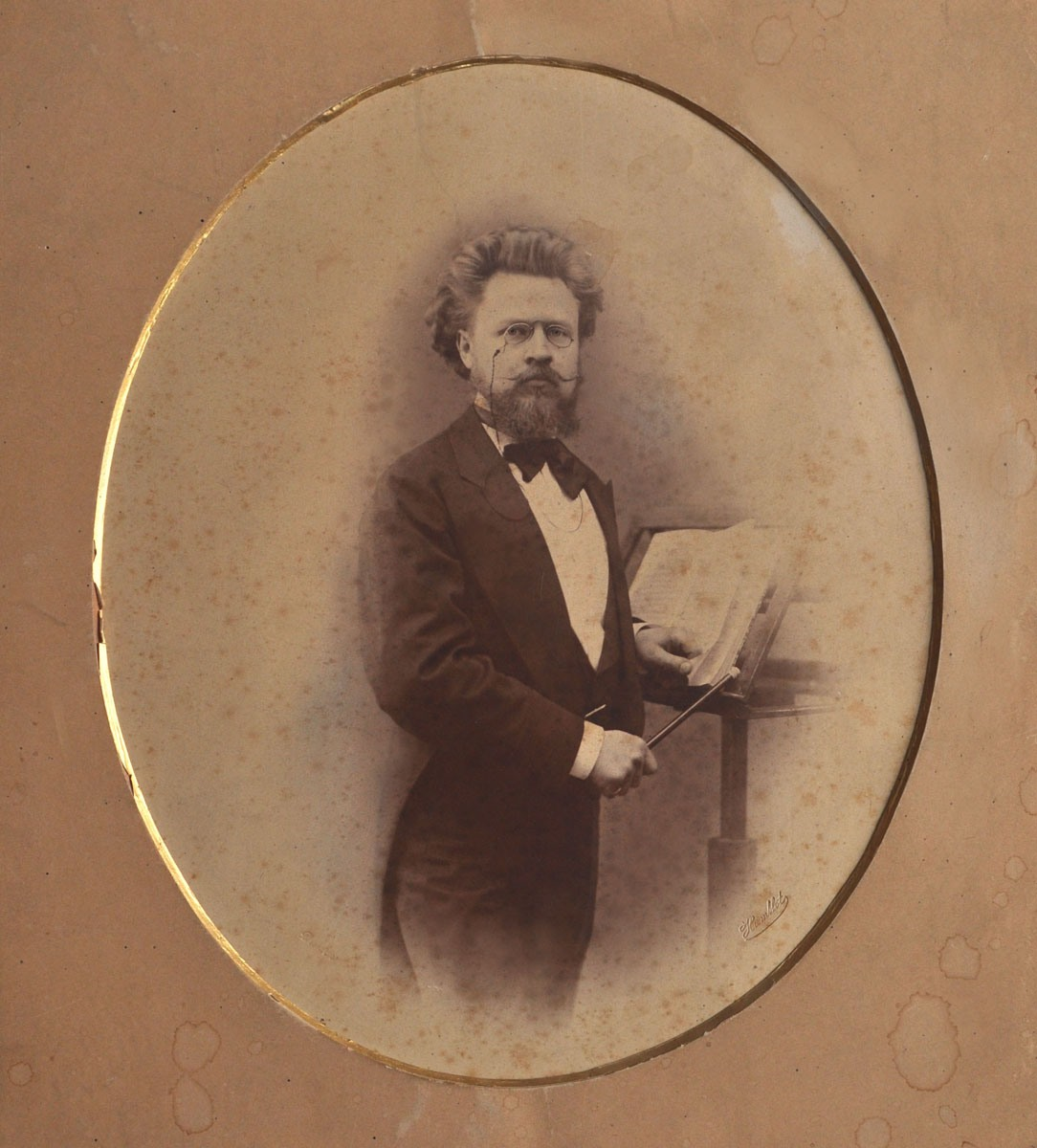
Первый директор — И. И. Слатин (Фото из архива Ю. Л. Щербинина)

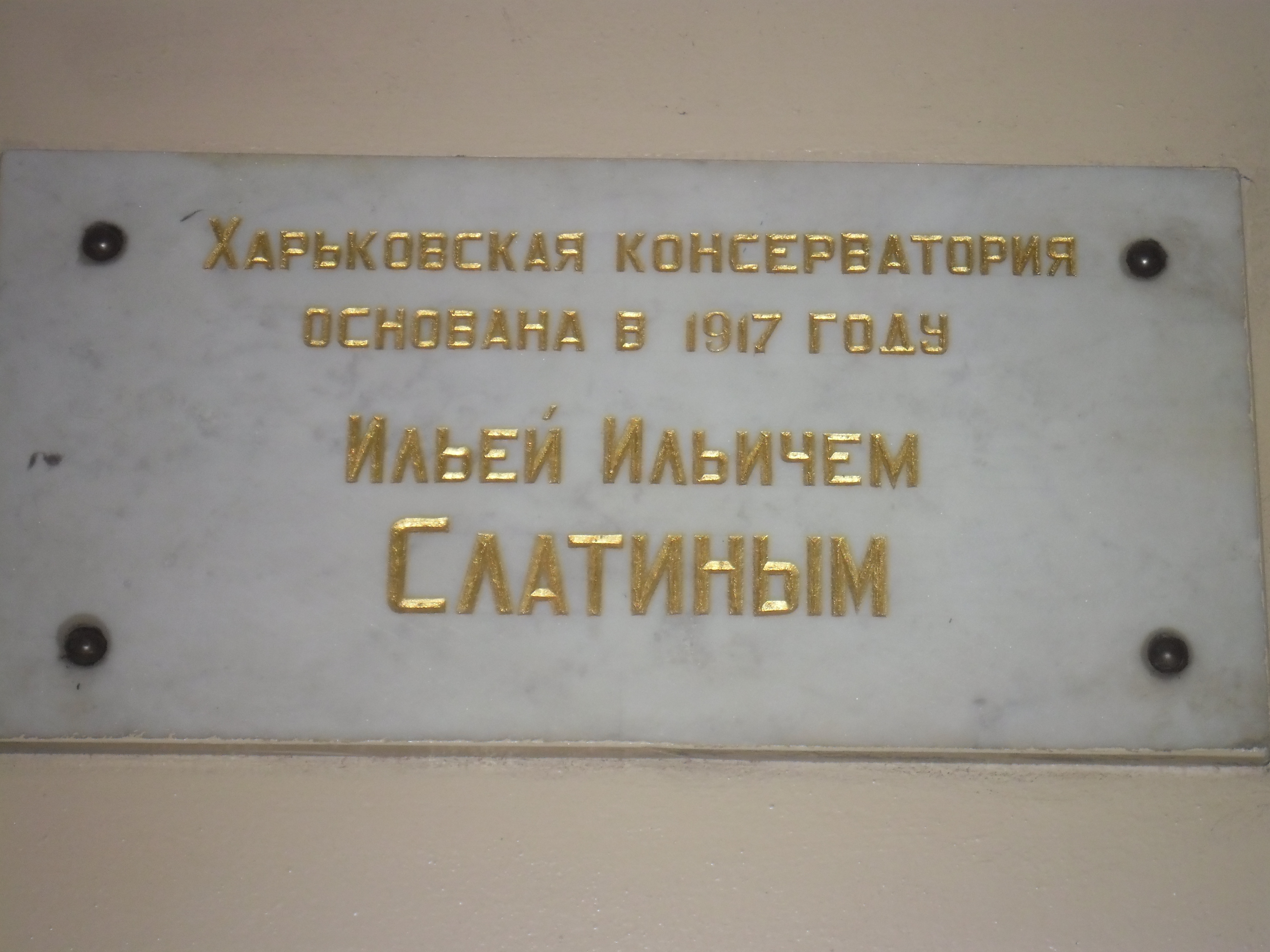

## История
История университета началась в 1871 году, когда при поддержке Императорского русского музыкального общества в Харькове были открыты Музыкальные классы. У истоков профессионального музыкального образования в Харькове стояли И. И. Слатин, А. Глазунов, П. И. Чайковский. В 1917 году была открыта Харьковская консерватория. В 1924 году консерватория была преобразована в Музыкально-драматический институт. В 1963 году Консерватория была объединена с Театральным институтом и реорганизована в Институт искусств им. И. П. Котляревского. В 2004 году Харьковский государственный институт искусств был реорганизован в Университет. В 2011 году университет стал «национальным». Университет назван именем Ивана Котляревского, известного писателя-классика украинской литературы, выдающегося драматурга и деятеля музыкально-театрального искусства.

## Образование
ХНУИ готовит бакалавров, специалистов и магистров на 24 кафедрах по специальностям: «Музыкальное искусство» и «Театральное искусство». В университете работает аспирантура, ассистентура-стажировка и докторантура. Университет аккредитован IV-м уровнем, имеет лицензию на право подготовки иностранных граждан. Выпускники университета работают в разных странах мира: США, Англии, Франции, Германии, Дании, Австралии, Израиле, Монголии, России и др.
Университет поддерживает международные связи, творческие и научные контакты с зарубежными музыкальными и театральными заведениями. Среди них высшие учебные заведения Цинциннати (США), Нюрнберга (Германия), Неаполь (Италия), Москвы, Санкт-Петербурга (Россия), Женевы (Швейцария), Хельсинки (Финляндия), Польши, Франции и др. Преподаватели университета приглашаются в состав жюри международных конкурсов и фестивалей в разные страны мира, проводят мастер-классы на Украине и за рубежом.
Исполнительскую и дирижёрскую практику обеспечивают творческие коллективы: симфонический, духовой и эстрадный оркестры, а также оркестр народных инструментов, академический хор, которые известны на Украине и за рубежом. На исполнительском факультете действует оперная студия, на театральном — учебный театр.
За годы существования университет подготовил свыше 10000 специалистов для музыкального и театрального искусства, среди которых признаны исполнители, преподаватели и научные работники. Около 1000 из них имеют почётные и правительственные награды, звания лауреатов государственных премий Украины, народных и заслуженных артистов, заслуженных деятелей искусств, научные степени докторов и кандидатов наук, научные звания профессоров и доцентов. Приоритетным в университете есть индивидуальный подход к подготовке специалистов и индивидуальная форма занятий, которые обеспечивают формирование неповторимой художественной личности.

## Факультеты

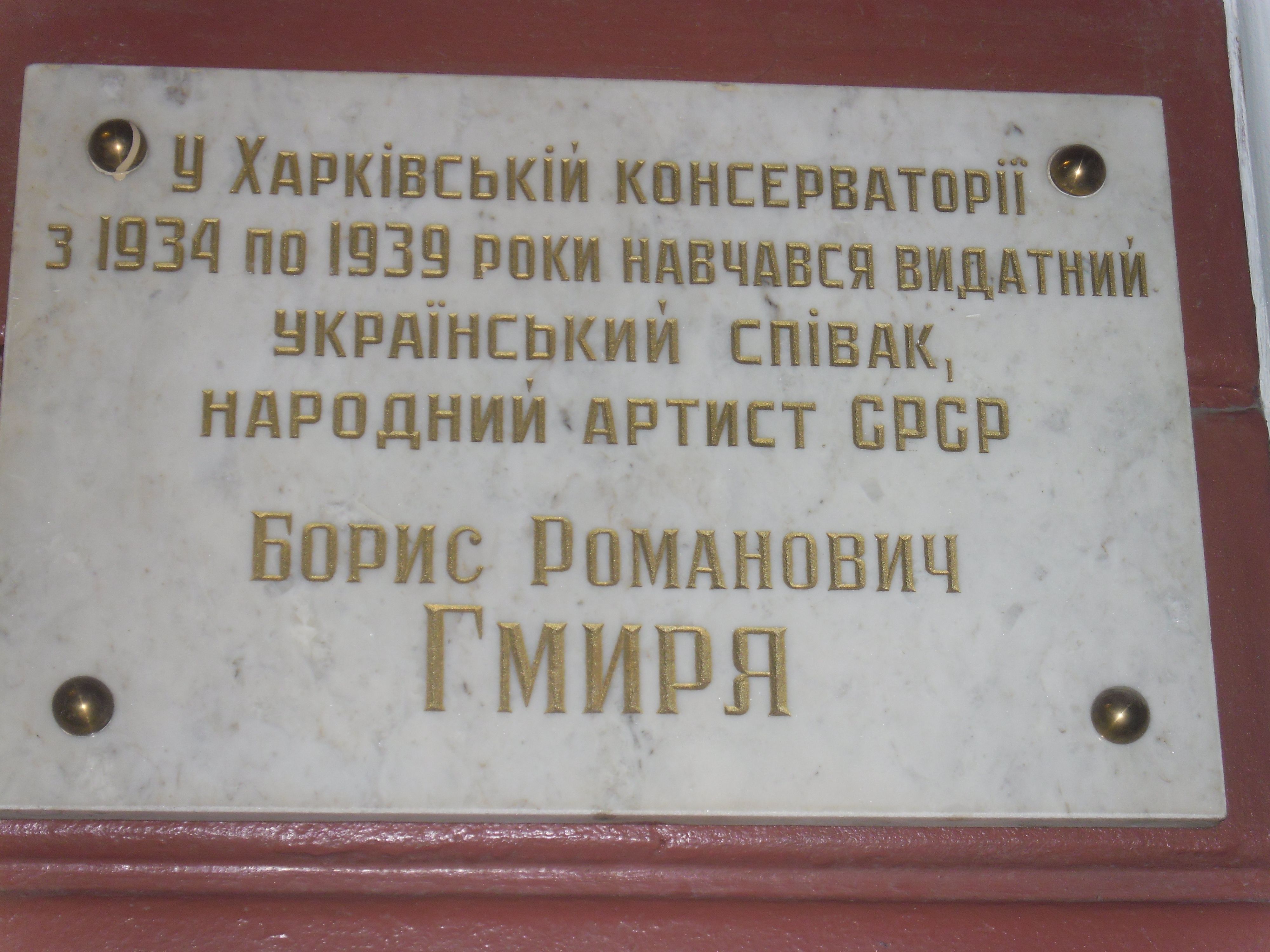
Мемориальная доска Б. Гмыре

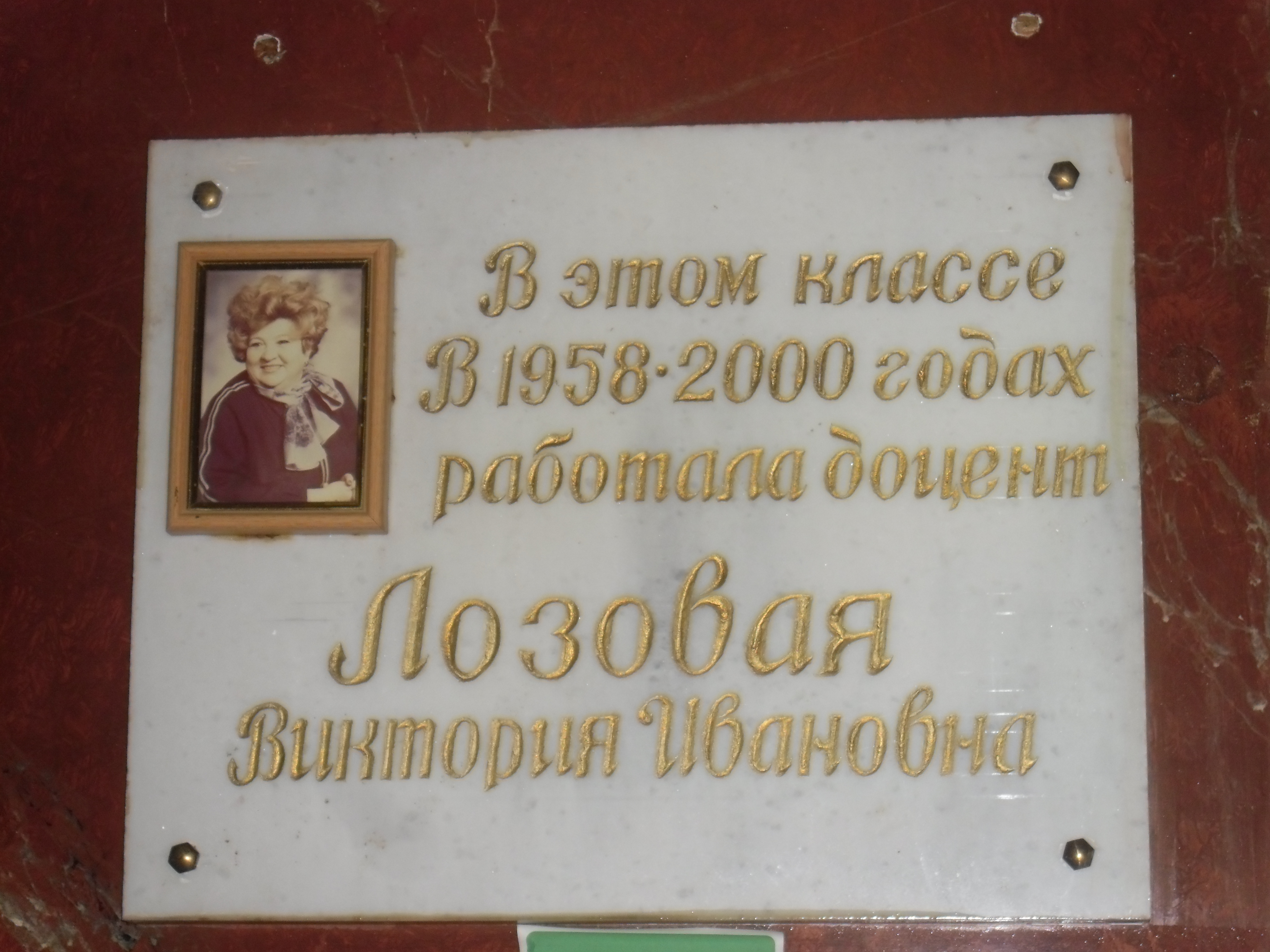

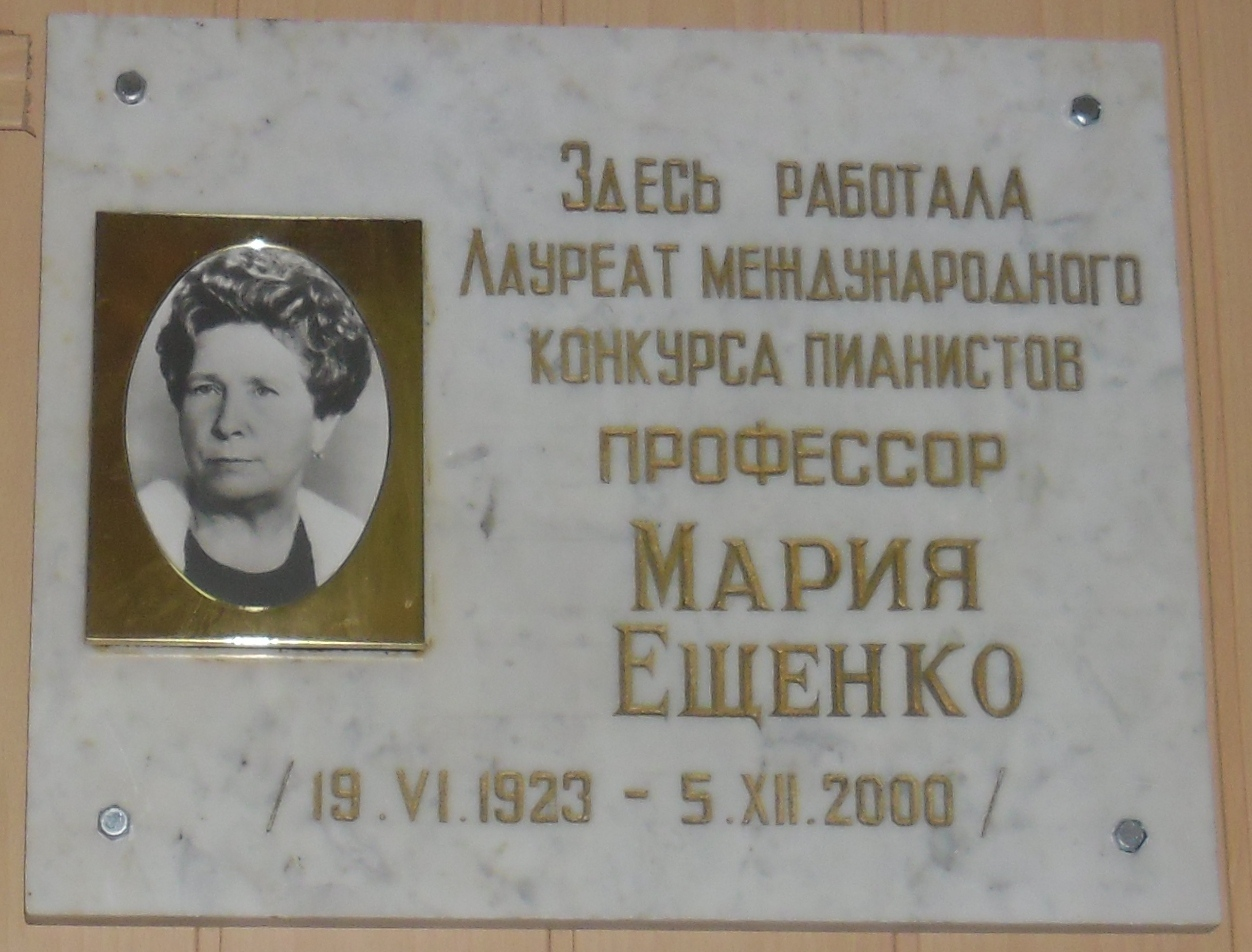

Бывшая «Харьковская консерватория»

### Исполнительско-музыковедческий
Кафедры:
- Сольного пения
- Специального фортепиано
- Теории музыки
- Интерпретологии и анализа музыки
- Истории украинской и зарубежной музыки и музыкальной критики
- Композиции и инструментовки
- Концертмейстерского мастерства
- Камерного ансамбля
- Хорового дирижирования
- Оперной подготовки
- Общего и специализированного фортепиано

### Оркестровый факультет
Кафедры:
- Оркестровых струнных инструментов
- Оркестровых духовых и ударных инструментов и оперно-симфонического дирижирования
- Музыкального искусства эстрады и джаза
- Народных инструментов Украины

Бывший «Харьковский театральный институт»

### Театральный Факультет
Кафедры:
- Мастерства актёра драматического театра и кино (заведующий кафедрой -)
- Режиссуры драматического театра (заведующий кафедрой —)
- Театроведения (заведующая кафедрой — Г. Я. Ботунова)
- Сценической речи (заведующая кафедрой — Л. А. Важнёва)
- Мастерства актёра и режиссуры театра анимации (заведующий кафедрой — А. А. Инюточкин)

### Харьковский университет искусств возглавляли
1. И. И. Слатин (1917—1920)
2. П. К. Луценко (1920—1921)
3. Н. А. Рославец (1921—1923)
4. Я. Я. Полфёров (1924—1925)
5. С. П. Дремцов (1927—1927)
6. Д. А. Грудына (1927—1934)
7. Н. Р. Дьяковская (1934—1941)

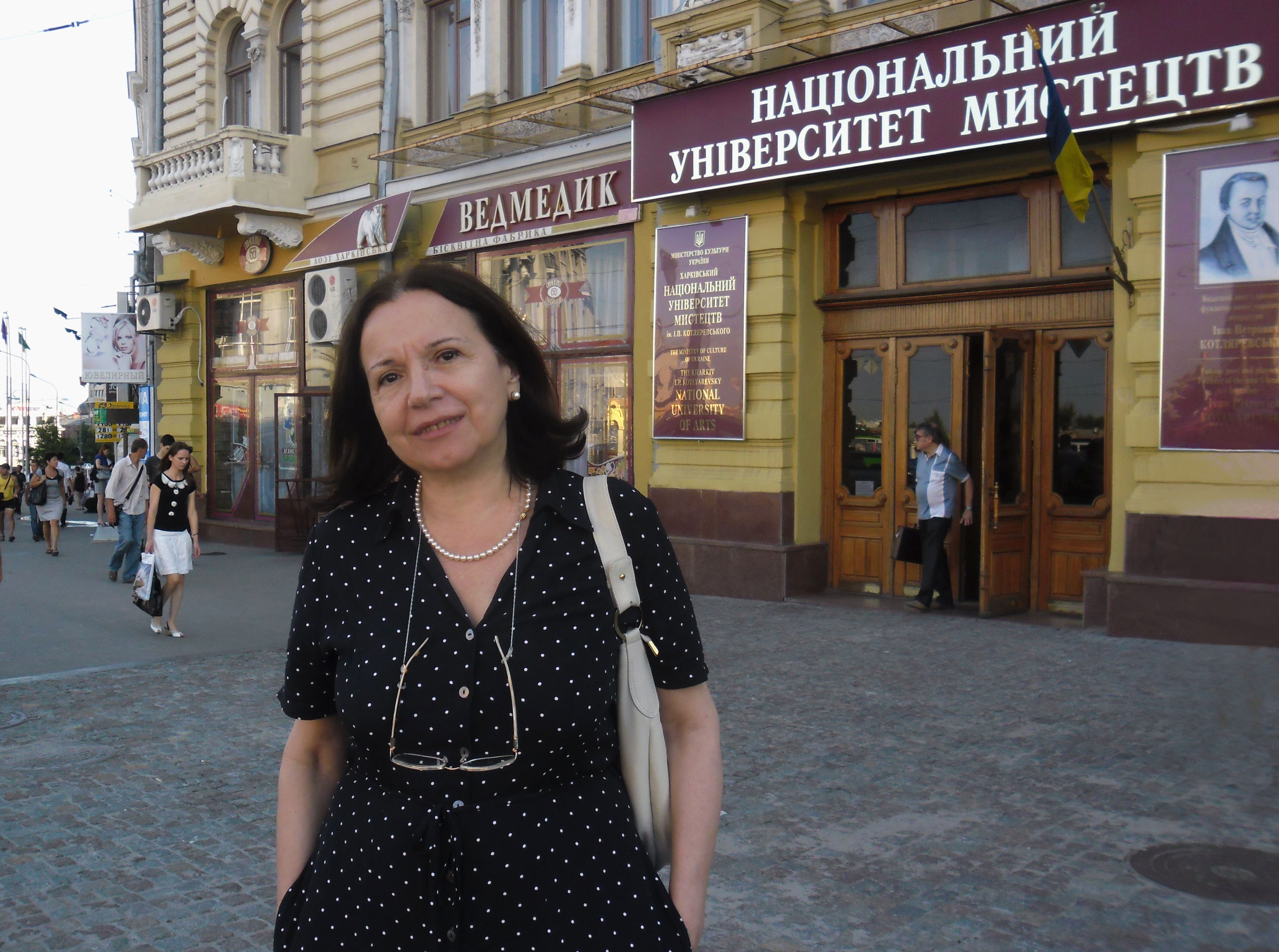
Ректор университета (2004—2020) — Т. Б. Веркина

8. С. С. Богатырёв (1941 — май-октябрь)
9. В. А. Комаренко (1941—1944)
10. В. Т. Борисов (1944—1949)
11. Ф. Я. Курочкин (1949—1951)
12. А. Д. Лебединец (1951—1962)
13. В. Н. Нахабин (1962—1967)
14. В. С. Корниенко (1967—1975)
15. Г. Б. Аверьянов (1975—1991)
16. Г. И. Игнатченко (1991—2003)
17. Т. Б. Веркина (2004—2020)
18. Н. О. Говорухина (с 2021).

## Известные преподаватели
- См. Категория:Преподаватели Харьковского национального университета искусств имени И. П. Котляревского

## Известные выпускники
- См. Категория:Выпускники Харьковской консерватории
- См. Категория:Выпускники Харьковского института искусств